# John Lindley
John Lindley (8. února 1799 Catton – 1. listopadu 1865 Bedfors Park) byl anglický botanik. Proslul průkopnickou klasifikací orchidejí a systematizací rostlin vůbec.
Jeho otec vlastnil zahradnictví a on se tudíž stal zahradníkem. Brzy začal o květinách i psát a v roce 1820 napsal první knihu nazvanou Monographia Rosarum, v níž představil i několik zcela nových druhů. Rychle si díky tomu získal reputaci, a to až takovou, že byl požádán o podílení se na Encyclopaedia of Plants. Odešel do Londýna, kde pracoval nejprve v knihovně, od roku 1822 pak byl sekretářem Royal Horticultural Society. V roce 1829 byl jmenován profesorem botaniky na University College London, kde poté působil až do roku 1860. Profesorský post získal i na univerzitě v Cambridge. V roce 1838 zpracovával botanické úlovky Mitchellovy expedice do Austrálie. Roku 1841 spoluzaložil odborný časopis The Gardener's Chronicle, čtvrtstoletí byl jeho hlavním redaktorem. Nejproslulejší část jeho herbáře – ta věnovaná orchidejím – se dnes nachází v Královské botanické zahradě v Kew, kterou se mu roku 1838 podařilo zachránit před plánovanou likvidací. Jeho botanická zkratka je LINDL.